# Col du Chasseral
Col du Chasseral är ett bergspass i Schweiz.   Det ligger i distriktet Jura bernois och kantonen Bern, i den västra delen av landet, 40 km nordväst om huvudstaden Bern. Col du Chasseral ligger 1 502 meter över havet.
Terrängen runt Col du Chasseral är huvudsakligen kuperad, men åt nordost är den bergig. Col du Chasseral ligger uppe på en höjd. Runt Col du Chasseral är det tätbefolkat, med 286 invånare per kvadratkilometer.. Närmaste större samhälle är Biel, 16,3 km öster om Col du Chasseral. 
I omgivningarna runt Col du Chasseral växer i huvudsak blandskog.